# Louis Galea
Louis Galea (* 2. Januar 1948 in Mqabba) ist ein maltesischer Politiker der Nationalist Party, langjähriger ehemaliger Minister und ehemaliger Sprecher des Repräsentantenhauses (Speaker of the House).

## Biografie

### Berufliche Laufbahn, Abgeordneter und Generalsekretär der PN
Nach dem Schulbesuch absolvierte er ein Studium der Rechtswissenschaften, das er zunächst mit einem Bachelor of Arts abschloss. Nach seiner Promotion zum Doktor der Rechtswissenschaften (LL.D.) war er als Rechtsanwalt tätig. Daneben war er zeitweise Dozent an privaten und staatlichen Schulen und zuletzt Lecturer an der University of Malta.
Bereits während seines Studiums trat er in die Partit Nazzjonalista ein. Zusammen mit Michael Frendo war er 1968 einer der Organisatoren der von Studenten geführten nationalen Kampagne "Djar ghall-Maltin" (Häuser für die Malteser), die das Ziel hatte erschwinglichen Wohnraum und Landplanung nach der Unabhängigkeit vom Vereinigten Königreich sicherzustellen. Daneben war er 1969 Präsident der Katholischen Studentengilde. 1972 wurde er zunächst Sekretär und dann 1973 Präsident der Studentenvertretung (Students’ Representative Council) an der University of Malta.
Seine eigentliche politische Laufbahn begann er dann 1971 als er erstmals, jedoch erfolglos für die Nationalist Party (Partit Nazzjonalista) für ein Mandat im Repräsentantenhaus kandidierte. Bei den Wahlen von 1976 wurde er dann zum Abgeordneten des Parlaments gewählt und bei den nachfolgenden Wahlen von 1981, 1987, 1992, 1996, 1998 sowie 2003 jeweils wiedergewählt. Während dieser Zeit vertrat er die Interessen der Wahlkreise 5, 6 sowie später 7.
Bereits ein Jahr nach seiner Wahl zum Abgeordneten wurde Galea 1977 neben dem neuen Parteivorsitzenden Edward Fenech Adami zum Generalsekretär der Nationalist Party gewählt. Während seiner bis 1987 dauernden Amtszeit war er maßgeblich an der Gründung neuer Parteiverbände in Malta und Gozo beteiligt. Außerdem fielen in diese Zeit die Gründung der Frauen- und Jugendorganisation der PN, ebenso wie die Einrichtung eines Sekretariats für Arbeiter, um dadurch verstärkt in Konkurrenz zur Partit Laburista unter Premierminister Dominic Mintoff zu treten.

### Minister und Parlamentssprecher
Nach der Wahl von 1987 und dem Sieg der Partit Nazzjonalista wurde er von Premierminister Fenech Adami am 12. Mai 1987 zum Sozialminister in dessen Kabinett berufen. In diesem Amt führte er ein Ausbildungsprogramm für Hilfsarbeiter (Auxiliary Workers Training Scheme) ein, die zuvor illegal beschäftigt waren. Allerdings kam es dabei durch die Anmietung von Kippern, Kränen, Bulldozern und anderen schweren Baumaschinen bei privaten Bauunternehmern zu massiven Ausgaben, die 1990 im Rechnungsprüfungsbericht (Auditor General’s report) als außerhalb der normalen Haushaltskontrolle stehend bezeichnet wurden. Dabei wurde insbesondere gerügt, dass die beteiligten Bauunternehmen in den Wahlkreisen von Galea ansässig waren. Im 1996 vorgelegten Bericht der Ständigen Anti-Korruptionskommission (Permanent Anti-Corruption Commission) wurde er jedoch von jeglicher Einflussnahme auf die genannten Mietverträge freigesprochen, wobei jedoch ein Kommissionsmitglied eine abweichende Meinung vertrat. Daneben fiel in seine Amtszeit aber auch 1987 die Einrichtung der Nationalen Kommission für Menschen mit Behinderung, 1988 der Kommission zur Frauenförderung, 1990 der Vereinigung für Beschäftigung und Ausbildung sowie 1991 der Abteilung für die Gleichstellung der Frauen.
Nach der darauffolgenden Wahl wurde er am 27. Februar 1992 Innenminister sowie Minister für soziale Entwicklung in Fenech Adamis zweiter Regierung. Als solcher setzte er die Umgestaltung des Corradino-Gefängnisses in eine Besserungsanstalt (Correctional Facility) durch. Das Amt des Innenministers behielt er bis zu seiner Ablösung durch Tonio Borg am 1. Mai 1995, während er das Sozialministerium bis zur Wahlniederlage im Oktober 1996 leitete. 1994 wurde die Agentur zur Bekämpfung von Drogen- und Alkoholmissbrauch gegründet sowie zugleich das Programm für die Sozialhilfeentwicklung verabschiedet.
Nach dem erneuten Wahlerfolg der PN 1998 wurde er am 8. September 1998 von Premierminister Fenech Adami in dessen drittem Kabinett zum Erziehungsminister ernannt. Dieses Amt behielt er als Minister für Erziehung, Jugend und Beschäftigung auch in der darauf folgenden Regierung von Premierminister Lawrence Gonzi vom 23. März 2004 bis zum März 2008. In diesem Amt begann er eine Reformierung des maltesischen Schulsystems. Als solcher führte er sogenannte Educational Colleges und eine Reform des Schulexamens ein. Darüber hinaus ließ er Junkfood an den Schulen verbieten. Schließlich fiel in seine Amtszeit die Gründung des Malta College of Arts, Science and Technology (MCAST). Während seiner Amtszeit als Erziehungsminister wurde ihm jedoch auch eine Beteiligung an der Veruntreuung öffentlicher Gelder der Stiftung für die Schulen der Zukunft (Foundation for Tomorrow’s Schools) vorgeworfen. Dabei kam der Rechenschaftsbericht zum Ergebnis, dass die Anweisungen ohne Abklärung mit dem Finanzministerium erfolgten und 30 Prozent der Mittel an Personen aus Galeas zwei Wahlkreisen gingen. Premierminister Gonzi verteidigte seinen Minister jedoch, in dem er die Vorwürfe des Rechnungshofes als inakzeptabel bezeichnete.
Nach dem Rücktritt des Premierministers und Vorsitzenden der PN, Eddie Fenech Adami, im Februar 2004 bewarb er sich ebenfalls um dessen Nachfolge als Parteivorsitzender, unterlag dabei aber Lawrence Gonzi sowie einem weiteren Bewerber.
Bei den Wahlen 2008 konnte er sein Abgeordnetenmandat nicht erneut verteidigen, obwohl er im Wahlkreis 6 an zweiter Stelle nach dem damaligen Sozialminister John Dalli stand und schied damit aus dem Kabinett aus. Nachfolgerin als Erziehungs- und Kulturministerin wurde Dolores Cristina.
Dennoch wurde er am 10. Mai 2008 als Nachfolger von Anton Tabone zum Sprecher des Repräsentantenhauses (Speaker of the House) gewählt und am 9. Mai 2008 als Speaker vereidigt.
Das Amt des Speaker hatte er bis zum 19. April 2010 inne. Nachfolger als Sprecher des Repräsentantenhauses wurde am 29. April 2010 der ehemalige Außenminister Michael Frendo.

## Reden
- INTERNATIONAL CONFERENCE ON POPULATION AND DEVELOPMENT, September 1994, Kairo
- Mediterranean Colloquy, 20. März 2009 (PDF-Datei; 80 kB)